# Bartolomeo Guidiccioni
Bartolomeo Guidiccioni (ur. w 1470 w Lukce, zm. 4 listopada 1549 w Rzymie) – włoski kardynał.

## Życiorys
Urodził się w 1470 roku w Lukce. Studiował nauki humanistyczne, prawo i teologię w Rzymie. Tam poznał Alessandra Farnese, którego został datariuszem, kiedy ten był papieżem. 12 grudnia 1539 roku został biskupem Teramo, a tydzień później został kreowany kardynałem prezbiterem i otrzymał kościół tytularny San Cesareo in Palatio. Był przeciwnikiem powołania Towarzystwa Jezusowego, jednak gdy papież zatwierdził nowy zakon, Guidiccioni stał się jego gorącym zwolennikiem. W 1540 roku został członkiem komisji mającej zreformować Rotę Rzymską, a dwa lata później zrezygnował z zarządzania diecezją Teramo. W 1542 roku został mianowany inkwizytorem generalnym, a wkrótce potem prefektem Trybunału Sygnatury Łaski. Paweł III powołał go w skład komisji przygotowującej sobór trydencki. W latach 1544–1545 pełnił funkcję administratora apostolskiego Chiusi. 26 maja 1546 roku został wybrany biskupem Lukki, a 28 sierpnia przyjął sakrę. Zmarł 4 listopada 1549 roku w Rzymie.